# The Northman
The Northman ist ein Abenteuerfilm und Thriller von Robert Eggers, der im April 2022 in die Kinos kam. Der größtenteils Anfang des 10. Jahrhunderts spielende und um König Aurvandil und seinen Sohn Amleth aufgebaute Film nimmt Geschichten aus der Zeit der Wikinger und ihre Sagen auf.

## Handlung
Im Jahr 895 n. Chr. kehrt der Wikingerkönig Aurvandil aus der Schlacht zurück in sein Inselreich Hrafnsey im Nordatlantik. Er wurde von einem Feind im Kampf schwer verwundet, fühlt seine Kräfte schwinden und will die Herrschaft seinem zehnjährigen Sohn Amleth übertragen, bevor er sich in die Totenwelt verabschiedet. Fjölnir, Aurvandils Halbbruder, hat jedoch andere Pläne. Er tötet den König in einem Hinterhalt, um selbst den Thron zu besteigen. Amleth kann fliehen, seine Mutter, Königin Gudrún, wird allerdings gefangen genommen. Der Prinz schwört, eines Tages seinen Vater zu rächen, seine Mutter zu retten und Fjölnir zu töten. Weil ihm einer seiner Handlanger versichert, dass der rechtmäßige Thronfolger im Meer ertrunken sei, vergisst Fjölnir seinen Neffen und ehelicht dessen Mutter.

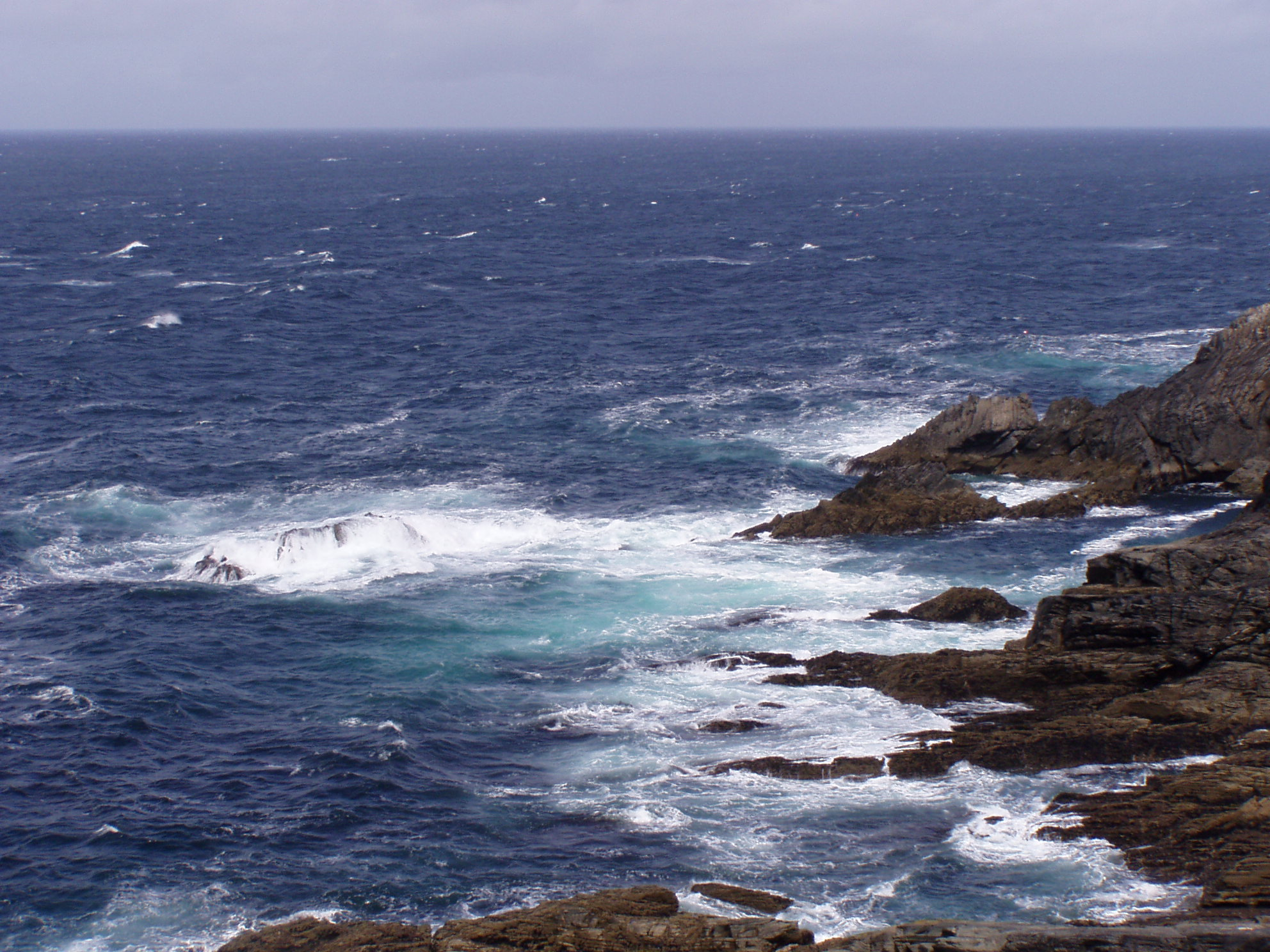
Malin Head, einer der Drehorte, bildet den nördlichsten Punkt auf dem Festland Irlands

Viele Jahre später ist aus Amleth ein kräftiger und brutaler Krieger geworden. Gemeinsam mit einer marodierenden Bande plündert er als Berserker das Land der Rus. Bei einem Überfall auf ein Dorf wird er von einer Seherin, die ihn als Prinzen erkennt, an seinen alten Schwur erinnert, den er fast vergessen hat. Als Amleth erfährt, dass Fjölnir durch Harald Schönhaar aus dem Königreich seines Vaters vertrieben wurde, das er einst an sich gerissen hat, und nach Island geflohen ist, besteigt er ein Sklavenschiff, das seinem Onkel neue Arbeitskräfte bringen soll. Mit an Bord ist die slawische Sklavin Olga vom Birkenwald. Im Norden angekommen hilft sie ihm, seinen Plan in die Tat umzusetzen, auch um die eigene Freiheit wiederzugewinnen.
Fjölnir ist Stammesfürst in einem kargen und von Vulkanen überzogenen Land. Neben seinem Sohn Thórir hat er mit Gudrún einen weiteren Sohn namens Gunnar. Amleth nennt sich Björnulfur („Bärenwolf“), arbeitet fleißig als Sklave und verhält sich unauffällig. Als er den Knaben Gunnar während eines brutalen Spiels Knattleikr vor dem gegnerischen Spieler Thorfinnr rettet, erwirbt er zum Lohn einige Privilegien, etwa Olga als seine Frau zu erwählen. Eines Abends wird er von einem Polarfuchs in eine Höhle geführt, in der ihm ein Zauberer erzählt, wo er das Schwert Draugr findet, das er für seinen schicksalhaften Kampf benötigt. Er könne dieses blutdurstige Schwert aber nur nachts oder an den Toren der Hölle ziehen. Amleth entwendet dies einem Draugr und versteckt es, bis der Tag der Rache kommt.
Nachts tötet und verstümmelt Amleth Thórirs engste Freunde. Eine Nacht später vergiftet und tötet er weitere Männer seines Onkels unter Mithilfe Olgas und gibt sich Gudrún gegenüber als ihr Sohn zu erkennen. Ihre Reaktion ist jedoch eine andere, als Amleth erwartet hat. Sie gesteht, Fjölnir stets geliebt zu haben und diesen erst zum Mord an seinem Vater und auch an Amleth angestiftet zu haben. Von Aurvandil, dem mehr an Silber und Huren gelegen hätte, fühlte sie sich aufgrund ihrer Sklavenherkunft verachtet, nur geduldet als Mutter des Thronfolgers. Sie wünscht Amleth den Tod. Im Zorn tötet Amleth darauf Thórir im Schlaf und schneidet dessen Herz aus der Brust.
Fjölnir glaubt an einen Angriff von Trollen, bis seine Frau ihn überzeugt, dass Amleth noch lebt. Er verdächtigt seine Sklaven der Mithilfe und tötet einige von ihnen willkürlich. Um Olga zu schützen, stellt sich Amleth Fjölnir und seinen Leuten, die ihn gefangen nehmen. Am Leben hält ihn zunächst nur das Wissen um den Aufbewahrungsort von Thórirs Herzen.
Nach massiven Misshandlungen wird er von geheimnisvollen Raben, womöglich gesendet von seinem Vater, dem „Rabenkönig“, oder gar von Odin selbst, befreit.
Olga glaubt, sein Schicksal habe sich womöglich durch ihre Begegnung geändert. Durch eine Vision erkennt Amleth, dass sie von ihm schwanger ist und Zwillinge erwartet, die sein Bluterbe weitertragen. Sie besteigen ein Boot, das sie zu Verwandten nach Orkney bringen soll. Da Amleth glaubt, beide Schicksale, Familienglück oder Rache, gleichermaßen erfüllen zu müssen, schwimmt er aber allein zurück, um sich Fjölnir im Kampf zu stellen, obwohl er ahnt, dass dies seinen eigenen Tod bedeutet.
Er tötet die Männer seines Onkels sowie in Notwehr auch seine Mutter und seinen Halbbruder Gunnar. Dabei wird er verwundet, Gudrun fügt ihm Schnittwunden am Oberkörper zu und Gunnar sticht ihm mehrfach mit einem Dolch in den Nacken. Durch diese Verletzungen erleidet Amleth einen hohen Blutverlust. Angesichts der Leichen von Frau und Sohn fordert Fjölnir Amleth zu einem entscheidenden Kampf, „an den Toren der Hölle“, dem ausbrechenden Vulkan Hekla, wo Amleth von seiner Hand sterben werde, so wie einst sein Vater. Im Zweikampf gegen den wesentlich älteren Fjölnir fällt es dem verletzten Amleth schwer, dessen Attacken abzuwehren, schließlich töten sich die beiden Männer gegenseitig. Sterbend sieht Amleth sein Schicksal erfüllt und wird anschließend von einer Walküre nach Walhall gebracht.

## Produktion

### Regie und Drehbuch
„Mythen, Märchen, Folklore sind das, was mich am meisten interessiert – mehr als das Filmemachen. […] In meinen Filmen versuche ich, die Denkweise der jeweiligen Zeit zu erkunden und es dem Publikum objektiv und ohne Vorurteile zu präsentieren. Deshalb gibt es in all meinen Filmen das Übernatürliche neben dem Realistischen. […] Wenn ich die Geschichte aus der Perspektive von Amleth erzähle, endet sie für ihn mit einem Happy End – ich allerdings habe daran meine Zweifel.“

Regie führte Robert Eggers, der gemeinsam mit Sjón Sigurdsson auch das Drehbuch schrieb. Für Eggers handelt es sich nach The Witch von 2015 und Der Leuchtturm von 2019 um seine dritte Regiearbeit bei einem Spielfilm. Durch diese beiden Filme etablierte sich Eggers als Spezialist für eine extrem manierierte Form des Kinos, für Filme, die möglichst präzise in eine vergangene Zeit eintauchen, die Sprache, Kleidung und Lebensart einer Ära evozieren, als wären sie Dokumentationen, so Michael Meyns. Sjón Sigurdsson schrieb bereits für vier Spielfilme das Drehbuch, zuletzt für den Horror-Mystery-Film und Oscar-Beitrag Islands 2022 Lamb von Valdimar Jóhannsson.
Der größtenteils Anfang des 10. Jahrhunderts spielende und um König Aurvandil und seinen Sohn Amleth aufgebaute Film nimmt Geschichten aus der Zeit der Wikinger und ihre Sagen auf. Amleth ist die Zentralgestalt einer von dem dänischen Historiker Saxo Grammaticus überlieferten altdänischen Sage. Diese lag schon Shakespeares Hamlet zu Grunde. Dies war Eggers jedoch nach eigenen Aussagen nicht bekannt, obwohl er selbst einmal den Hamlet spielte. Die Idee für den Film über Amleth war Eggers nach einem gemeinsamen Essen mit Alexander Skarsgård gekommen.

### Besetzung und Filmmusik

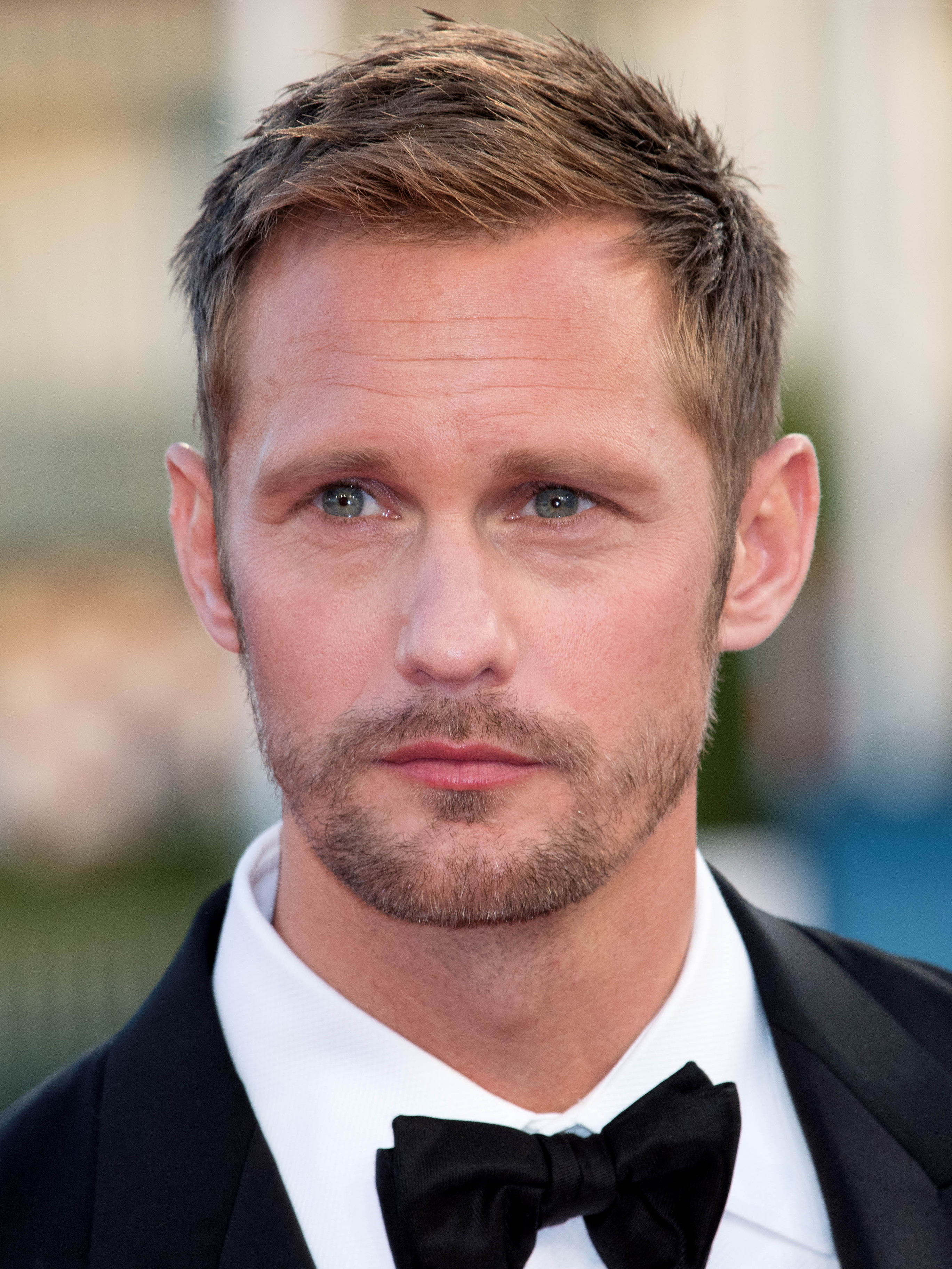
Alexander Skarsgård spielt Prinz Amleth

In den Hauptrollen spielen Ethan Hawke und Nicole Kidman König Aurvandil und Königin Gudrún und Alexander Skarsgård ihren erwachsenen Sohn Amleth. Als Kind wird dieser von Oscar Novak gespielt. Claes Bang spielt seinen Onkel Fjölnir. Willem Dafoe ist in der Rolle des Hofnarren Heimir zu sehen. Anya Taylor-Joy spielt die Sklavin Olga vom Birkenwald. Sie war bereits in Eggers The Witch in einer ihrer ersten Filmrollen zu sehen. Ralph Ineson und Kate Dickie, die hierin ihre Eltern spielten, verkörpern in The Northman Volodymyr und Halldora. Gustav Lindh spielt Fjölnirs Sohn Thórir, Elliott Rose Amleths Halbbruder Gunnar. Im August 2020 wurde bekannt, dass die isländische Singer-Songwriterin Björk die Rolle der „Slav Witch“ übernimmt. Drehbuchautor Sjón Sigurdsson hatte für sie in der Vergangenheit einige Liedtexte geschrieben, unter anderem für Lars von Triers Film Dancer in the Dark.
Die Filmmusik komponierten der Brite Robin Carolan, ein Freund von Björk und Betreiber des Plattenlabels Tri Angle, und der ebenfalls britische Musikproduzent und Komponist Sebastian Gainsborough, auch bekannt als „Vessel“. Für ihre Arbeit nahmen die beiden Komponisten die Hilfe des dänischen Musikers Poul Høxbro in Anspruch. Er stellte ihnen eine Reihe von archaischen Instrumenten zum Spielen zur Verfügung, wie die Leier-ähnliche Talharpa und das Langspil, ein Saiteninstrument aus der Familie der Zithern. Das Soundtrack-Album mit insgesamt 43 Musikstücken wurde am 22. April 2022 von Back Lot Music als Download veröffentlicht.
Ein zum Kinostart veröffentlichter Trailer ist mit dem Song Hakkerskaldyr der deutsch-dänisch-norwegischen Nordic-Ritual-Folk-Band Heilung untermalt. Das Lied wurde 2018 auf dem Album Ofnir veröffentlicht, was in der nordischen Mythologie einer der Beinamen des Gottes Odin ist. Die Musik der Band basiert nach eigenen Angaben auf überlieferten Texten aus der Wikingerzeit und Eisenzeit.

### Dreharbeiten und Szenenbild
Die Dreharbeiten begannen im August 2020 mit Aufnahmen in dem am Nordkanal gelegenen Torr Head im County Antrim und in den Studios von Ballygally bei Larne in Nordirland. In September 2020 drehte man in dem Küstendorf Malin nördlich von Carndonagh im County Donegal. Malin Head, der nördlichste Punkt auf dem Festland Irlands, liegt auf der Halbinsel Inishowen. Gleniff Horseshoe in County Sligo wurde ebenfalls als Drehort genutzt, ebenso der Svínafellsjökull-Gletscher im Skaftafell-Nationalpark. Die Dreharbeiten wurden Anfang Dezember 2020 beendet. Als Kameramann fungierte Jarin Blaschke. Er hatte für seine Arbeit an Eggers Film Der Leuchtturm eine Oscar-Nominierung erhalten.
Das Szenenbild schuf Craig Lathrop und das Kostümbild Linda Muir, mit denen Eggers bereits The Witch und Der Leuchtturm realisiert hatte.

### Marketing und Veröffentlichung
Der erste Trailer wurde im Dezember 2021 vorgestellt. Der Kinostart erfolgte am 15. April 2022 im Vereinigten Königreich, am 22. April 2022 in den USA und am Tag zuvor in Deutschland. In der Deutschschweiz und in Österreich war die Veröffentlichung am 28. April 2022. Die Deutschlandpremiere erfolgte bereits am 30. März 2022 in der Astor Film Lounge HafenCity in Hamburg. Die offizielle Weltpremiere und gleichzeitige Premiere im Vereinigten Königreich erfolgte eine Woche später in London. Am 23. Juni 2022 nahm Prime Video den Film in sein Programm auf. Im Oktober 2022 wurde er beim Tokyo International Film Festival gezeigt.

## Rezeption

### Altersfreigabe
In den USA erhielt der Film von der MPAA ein R-Rating, was einer Freigabe ab 17 Jahren entspricht. In Deutschland wurde der Film von der FSK ab 16 Jahren freigegeben. In der Freigabebegründung heißt es, der Film lasse den Zuschauer tief in die archaische Wikingerwelt mit ihren Mythen und Riten eintauchen und warte in bildgewaltiger Inszenierung auch mit zahlreichen mystischen Elementen und Visionen auf. Vor dem Hintergrund der alles beherrschenden Düsterkeit und des durchgängigen Rachemotivs könnten die zahlreichen Gewaltszenen mit drastischen Darstellungen von Tod und Verwundung Kinder und Jugendliche unter 16 Jahren überfordern. Bei älteren Jugendlichen animierten die Figuren jedoch kaum zur Identifikation.

### Kritiken
Von den bei Rotten Tomatoes aufgeführten Kritiken sind 90 Prozent positiv bei einer durchschnittlichen Bewertung mit 7,7 von 10 möglichen Punkten, womit er aus den 23. Annual Golden Tomato Awards als Drittplatzierter in der Kategorie Action & Adventure Movies der Filme des Jahres 2022 hervorging. Auf Metacritic erhielt der Film einen Metascore von 82 von 100 möglichen Punkten.

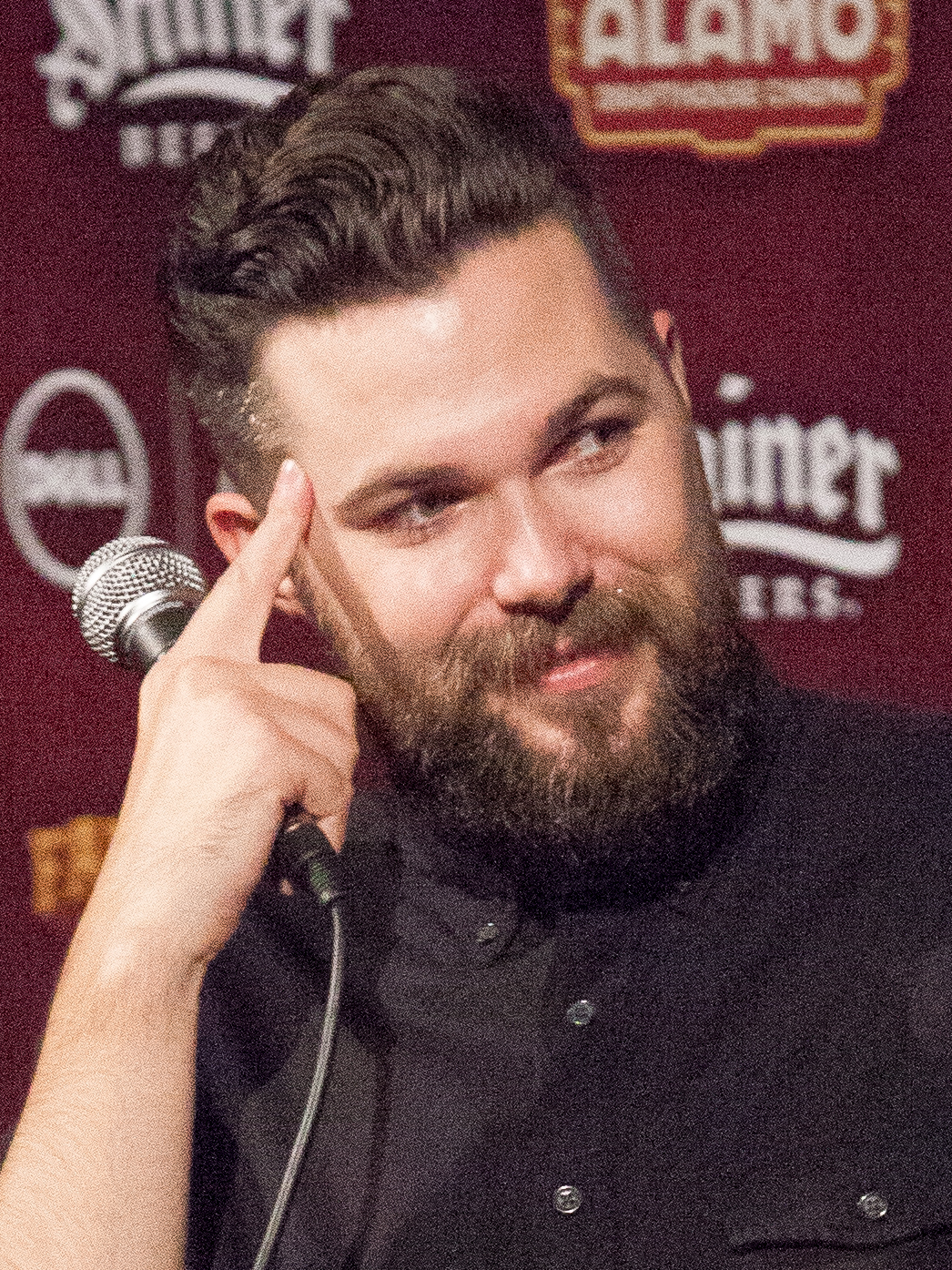
Regisseur Robert Eggers

David Ehrlich von IndieWire schreibt, The Northman sei vielleicht nicht der beste Film von Robert Eggers, aber er sei zweifellos der Höhepunkt seiner kontinuierlichen Bemühungen, mit seiner Historientreue ein genaues Abbild der Vergangenheit wiederzugeben, das der Zuschauer in der Gegenwart erleben kann. So wie The Witch so beunruhigend war, weil Eggers die tödliche Gefahr nur undeutlich darstellte, und The Lighthouse in der isolierten Umgebung so fieberhaft erschien, sei The Northman so packend intensiv, weil es Amleth auf seinem Rachefeldzug so darstellt, als wäre das Schicksal eine so reale Macht wie das Wetter. Wenn Shakespeares Stück Hamlet, das ebenfalls diese Sage aufgreift, oft reduzierend als eine Tragödie über jemanden zusammengefasst werde, der sich nicht entscheiden kann, handele The Northman von jemandem, der nie wirklich eine Wahl hatte, so Ehrlich. Alexander Skarsgård steuere in dieser Rolle wie ein menschlicher Bulldozer in eine überzeugend ambivalente neue Richtung. Den von ihm gespielten, erwachsenen Amleth vergleicht Ehrlich gegenüber seiner jungen Version als das, was passieren würde, wenn Tarzan das T-Virus aus Resident Evil über Jahrzehnte hinweg täglich mikrodosiert erhalten hätte. Einiges im Film sei zum Lachen oder lasse einen wegen dieses Ausmaßes an Brutalität zumindest ungläubig den Kopf schütteln, letztlich gelinge es Eggers mit seiner obsessiven Aufmerksamkeit für historische Details den Zuschauer in den Kopf dieses Menschen hineinzuversetzen, der nach völlig anderen Prinzipien lebte, als man es selbst tut.
Thomas Schultze von Blickpunkt:Film erklärt, auch wenn der Titel einen modernen Wikingerfilm in der Tradition von Die Wikinger oder Raubzug der Wikinger impliziere, sei The Northman trotz einer ausgedehnten Schlachtensequenz von körperlich spürbarer Intensität, die sich auf den Zuschauer überträgt und es mit allem aufnehmen kann, was vormals auf Zelluloid oder Festplatten gebannt wurde, nicht Vikings oder Valhalla in Spielfilmlänge. Vielmehr sei es bei aller Wucht und Macht der Erzählung ein fast intimer Film und eine Meditation über Religion und Aberglaube. Wie schon bei den beiden ersten Arbeiten von Eggers stehe keine Erkenntnis, sondern ein moralischer Bankrott am Ende dieser spirituellen Reise, eher vergleichbar mit ähnlich ambitionierten Filmen wie Walhalla Rising oder The Green Knight.
Peter Debruge schreibt in seiner Kritik in Variety, der Film, dem The Northman am meisten ähnele, sei The Revenant. Eggers Kunststück, ein beeindruckend orchestrierter Elendsmarathon, wirke ähnlich monomanisch in seiner Mission, oft auf Kosten der menschlichen Dimension.

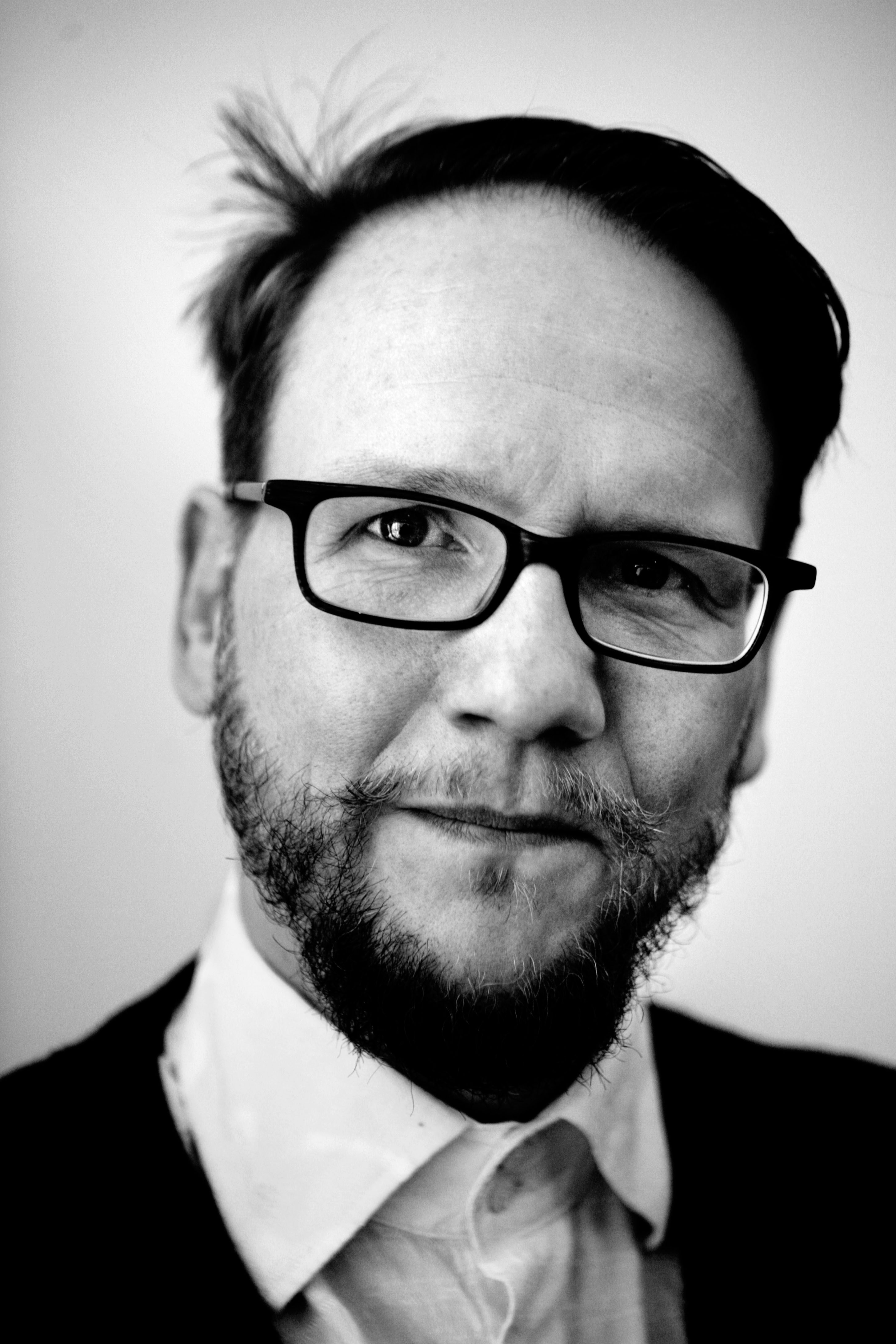
Autor Sjón Sigurdsson

Der Film wurde von der Jury der Deutschen Film- und Medienbewertung mit dem Prädikat „besonders wertvoll“ ausgezeichnet. In der Begründung heißt es, Robert Eggers wolle den Zuschauenden die innere Welt der Wikinger in vorchristlicher Zeit nahebringen, ihren Glauben, ihre Mythologie und ihr rituelles Leben, und diese Welt sei alles andere als glamourös oder abenteuerlich und die von Jarin Blaschkes Kamera in vielen Totalen, langen Einstellungen und monochromer Farbgebung eingefangene karge Landschaft sei unwirtlich und lebensfeindlich. Die Zuschauenden würden von der Kamera mitten ins Geschehen hineingezogen, ohne die Möglichkeit einer Distanzierung.
Wenn der Film auf sein furioses Finale zusteuert, erweise er sich als Racheepos von archaischer Wucht, das direkt einer Wikingersaga aus vorchristlicher Zeit entnommen sein könnte: „Hier gibt es kein Erbarmen und keine Erlösung. Amleth hadert nicht mit seinem Schicksal und wird auch nicht von moralischen Zweifeln geplagt, wie später Shakespeares Hamlet. Und er ist auch kein Ben Hur, Gladiator oder Braveheart, die als moderne Kinohelden vor historischem Hintergrund für die gerechte Sache streiten.“ The Northman sei eine Herausforderung für unsere Sehgewohnheiten und moralischen Empfindungen und gerade deshalb besonders wertvoll.

### Einspielergebnis
In Deutschland verzeichnet der Film 242.356 Besucher. Die weltweiten Einnahmen des Films aus Kinovorführungen belaufen sich auf 69,6 Millionen US-Dollar. Damit konnte das Budget von knapp 100 Millionen Dollar bei weitem nicht eingespielt werden.

### Auszeichnungen
Chicago Film Critics Association Awards 2022
- Nominierung für das Beste Kostümdesign (Linda Muir)[36]

Critics’ Choice Super Awards 2023
- Nominierung als Bester Science-Fiction-/Fantasyfilm
- Nominierung als Bester Schauspieler in einem Science-Fiction-/Fantasyfilm (Alexander Skarsgård)

Hollywood Critics Association Midseason Awards 2022
- Nominierung als Bester Film
- Nominierung für die Beste Regie (Robert Eggers)
- Nominierung als Bester Schauspieler (Alexander Skarsgård)[37]

Saturn-Award-Verleihung 2022
- Nominierung als Bester Thriller

UK Film Critics Association Awards 2023
- Nominierung als Schauspieler des Jahres (Alexander Skarsgård)[38]

## Synchronisation
Die deutsche Synchronisation entstand nach einem Dialogbuch und der Dialogregie von Marius Clarén im Auftrag der Iyuno-SDI Group Germany GmbH, Berlin.
| Darsteller           | Synchronsprecher     | Rolle                  |
| -------------------- | -------------------- | ---------------------- |
| Alexander Skarsgård  | Sascha Rotermund     | Amleth                 |
| Nicole Kidman        | Petra Barthel        | Königin Gudrún         |
| Ethan Hawke          | Frank Schaff         | König Aurvandil        |
| Claes Bang           | Thomas Schmuckert    | Fjölnir der Bruderlose |
| Anya Taylor-Joy      | Lina Rabea Mohr      | Olga vom Birkenwald    |
| Willem Dafoe         | Reiner Schöne        | Heimir der Narr        |
| Oscar Novak          | Vicco Clarén         | Amleth (jung)          |
| Seamus O’Hara        | Daniel Völz          | Audunn                 |
| Eldar Skar           | Timo Weisschnur      | Finnr                  |
| Elliott Rose         | Luca Hinz            | Gunnar                 |
| Phill Martin         | Peter Sura           | Hallgrimr              |
| Ralph Ineson         | Marko Bräutigam      | Wolodymyr              |
| Faoileann Cunningham | Mascha Raykhman      | Kormlöth               |
| Björk                | Cathlen Gawlich      | Slavenhexe             |
| Gustav Lindh         | Jonas Lauenstein     | Thórir                 |
| Ingvar Sigurdsson    | Klaus-Dieter Klebsch | Zauberer               |